# Riforma di Solone
La riforma di Solone, nota anche come riforma timocratica o censuaria, fu una riforma dell'organizzazione sociale, burocratica e politica dell'Atene del VI secolo a.C.
Consistette in una serie di provvedimenti volti al mantenimento della polis ma al contempo votati a risollevare i ceti più bassi dalle condizioni indecenti in cui versavano e a garantire loro una pur limitata e circoscritta rappresentanza politica (nell'elièa e nell'ecclesìa).

## La riforma
Quando fu nominato arconte con poteri straordinari, nel 594 / 593 a. C. Solone trovò una situazione sociale e politica bloccata, con il potere in mano alle stirpi (γένη) aristocratiche: il principale organo legislativo della città era la "Boulé (βουλή) dei Quattrocento", costituita da cento membri per ogni tribù gentilizia (le quattro tribù erano quelle degli Opleti, Argadei, Geleonti ed Egicorei); l'organo supremo dello stato ateniese era il Consiglio dell'Areopago, formato dagli ex arconti che rimanevano a vita membri del Consiglio. Nell'intento di creare forme di mobilità sociale e di offrire i diritti politici a tutti i cittadini, Solone sostituì alle quattro tribù gentilizie quattro nuove tribù in cui distribuì la cittadinanza in base al reddito. Si tratta delle seguenti classi censuarie:
- Pentacosiomedimni (coloro che ogni anno ricavavano almeno 500 medimni di grano dai loro campi o avevano comunque un reddito pari a tale somma)
- Cavalieri (coloro che ricavavano almeno 300 medimni o erano in grado di mantenere un cavallo)
- Zeugiti (coloro che ricavavano almeno 200 medimni o erano in grado di mantenere una coppia di buoi da aratro)
- Teti (la maggioranza, coloro che guadagnavano meno di 200 medimni, compresi i nullatenenti).

A tutti i cittadini veniva garantito il diritto di voto attivo, ossia il diritto di partecipare all'assemblea generale e di eleggere i magistrati, ma ai pentacosiomedimni (forse anche ai cavalieri) era concesso il diritto di farsi eleggere alla carica più importante, quella degli arconti. In maniera analoga, le altre magistrature erano aperte alle classi in base al censo: ad esempio solo pentacosiomedimni potevano diventare tamiai, ossia tesorieri di stato, e così via. I teti erano in possesso solamente del diritto elettorale attivo, e potevano quindi prendere parte all'assemblea e ai tribunali. L'aspetto più importante della riforma consisteva nel suo carattere aperto: dato che il criterio di distinzione tra una classe e l'altra non era più il sangue, vale a dire la nobiltà di nascita, ma il reddito, era teoricamente concessa a chiunque la possibilità di compiere la scalata sociale, garantendosi la pienezza del diritto.
L'ideale che Solone cercò di realizzare nelle sue riforme costituzionali fu quella dell'eunomìa, del buon ordinamento, cioè di un sistema di leggi che garantisse la giustizia, cercando di ridimensionare il potere e l'arbitrio indiscriminato degli aristocratici.
Tuttavia, nei fatti, la riforma non interveniva sulle disuguaglianze economiche, non prevedeva ridistribuzioni di terre e non colpiva sostanzialmente i privilegi dei più ricchi, dei quali, tuttavia, suscitò lo scontento per aver concesso anche ai più poveri di partecipare alla vita politica. In conclusione, Solone si attirò l'ira di tutte le parti sociali, tanto che, alla fine della sua opera, i disordini sociali ad Atene ripresero come in precedenza e aprirono la strada alla tirannide di Pisistrato. Solone, però, si faceva vanto del fatto che nessuno poteva dirsi contento della sua riforma costituzionale, considerando questo fatto come segno di imparzialità della sua opera.